# Beim Stürzer

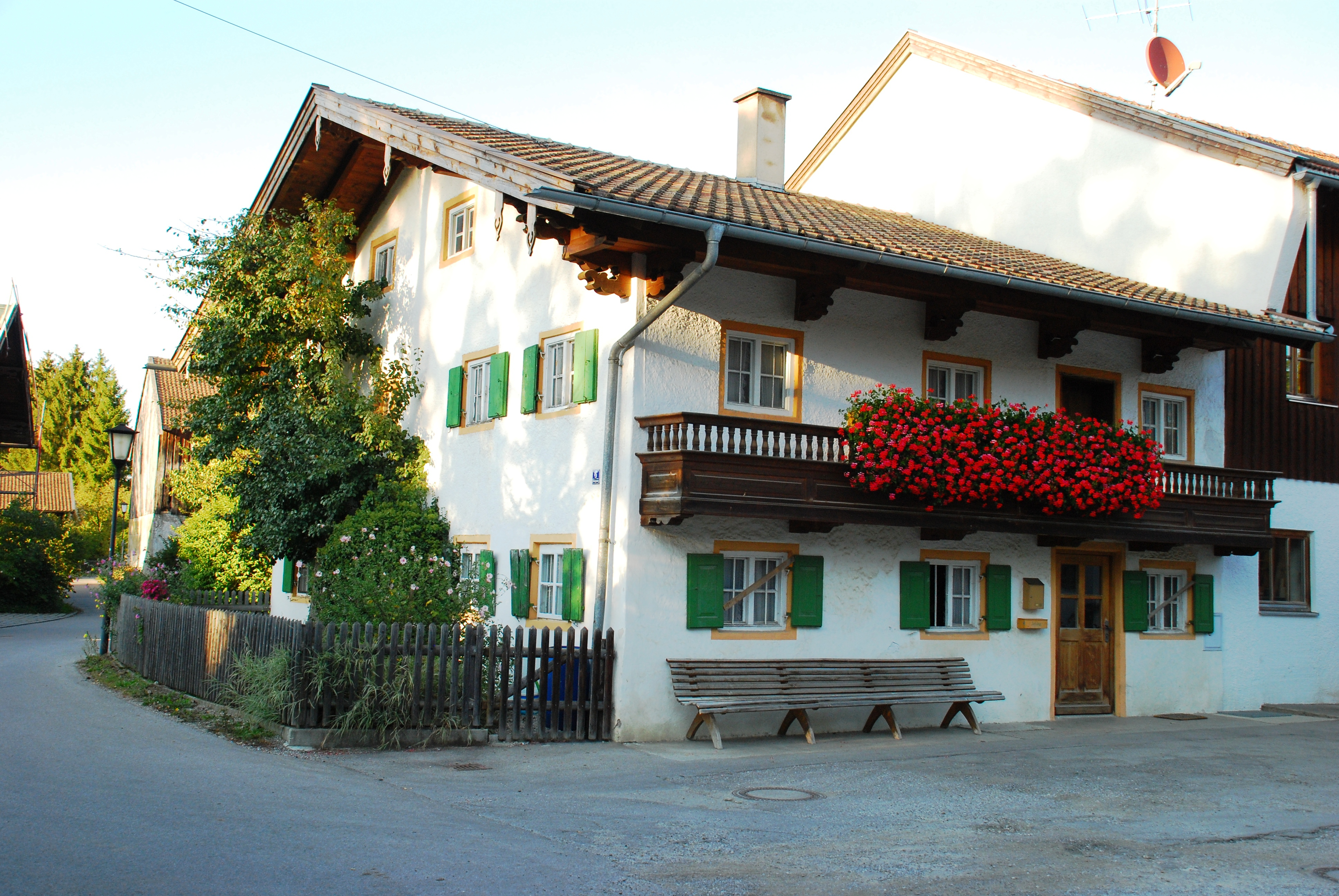
Bauernhaus Beim Stürzer in Aying

Das Bauernhaus Beim Stürzer in Aying, einer oberbayerischen Gemeinde im Landkreis München, wurde im ersten Drittel des 19. Jahrhunderts errichtet. Der Wohnteil des Einfirsthofes an der Bräugasse 6 ist ein geschütztes Baudenkmal.
Der zweigeschossige Putzbau mit drei zu vier Fensterachsen besitzt an der Traufseite einen Söller mit Balustern. Das Satteldach ist flach ausgeführt.